# 90-я зенитная ракетная бригада
90-я зенитная ракетная ордена Суворова бригада (сокр. 90 зрбр, в/ч 54821) — тактическое соединение Войск ПВО СВ. Находится в составе 49-й общевойсковой армии.

## История
Бригада была передислоцирована в 2015 году из г.Ростова-на-Дону к пгт. Афипский (Краснодарского края) в связи с началом войны на Донбассе.
Получив боевое знамя в декабре 2016 года, бригада сразу же заступила на боевое дежурство.
До сентября 2015 года личный состав проходил обучение в Оренбурге на базе 106-го учебного центра войскового ПВО. В том же месяце бригада приняла участие в учениях с боевой стрельбой на полигоне в Капустином Яре.
29 апреля 2024 года бригада награждена орденом Суворова.

## Структура

### На 2017 год
- штаб
- 3 зенитных ракетных дивизиона (КП 9С510)
- станция подсветки целей и наведение ракет 9С36
- станция обнаружения и целеуказания 9С18M1-3 «Купол-М1»
- рота связи (батарея управления)
- 3 зенитные ракетные батареи (2 единицы 9А317 и 1 единица 9А316 в каждой)
- подразделение технического обеспечения и обслуживания[1]

## Инциденты
В сентябре 2015 года миссия ОБСЕ сообщила, что связь с её беспилотным летательным аппаратом была потеряна недалеко от села Солнцево, которое не контролировалось Вооружёнными силами Украины. Силы, контролировавшие район вблизи данного населённого пункта не пустили сотрудников миссии на территорию, где был потерян беспилотник. По данным независимого исследователя Aksai, к сбитию принадлежавшего ОБСЕ беспилотника модели Schiebel Camcopter S-100 был причастен кадровый офицер 90-й зенитно-ракетной бригады капитан Михаил Ус.